# Homer i Eddie
Homer i Eddie (ang. Homer and Eddie) – amerykański film kryminalny z 1989 roku w reżyserii Andrieja Konczałowskiego.

## Fabuła
Arizona. Homer Lanza (James Belushi) nie jest w pełni sprawny umysłowo. Łagodny i naiwny mężczyzna postanawia odwiedzić w Oregonie umierającego ojca, którego nie widział od 26 lat. Już na początku podróży dwóch opryszków kradnie mu wszystkie pieniądze. Głodny i zmęczony Homer spędza noc w starym samochodzie na złomowisku. Rankiem okazuje się, że zdezelowany pojazd ma właścicielkę. Jest nią czarnoskóra, cierpiąca na zaburzenia psychiczne Eddie Cervi (Whoopi Goldberg).

## Obsada
- James Belushi jako Homer Lanza
- Whoopi Goldberg jako Eddie Cervi
- Ernestine McClendon jako Esther
- Katherine Barrrese jako kelnerka
- Anne Ramsey jako Edna
- Karen Black jako Belle
- James Thiel jako jeden z bliźniaków
- Wayne Grace jako pastor
- Pat Ast jako Maggie Sinclair